# Testa o cuore
Testa o cuore (Inner Workings) è un cortometraggio animato statunitense del 2016 diretto da Leo Matsuda e prodotto dai Walt Disney Animation Studios.
È stato proiettato per la prima volta in abbinamento al film d'animazione Oceania.

## Trama
Il cortometraggio segue la storia degli organi interni di Paul, un uomo che vive nella California degli anni 80. Il cervello, il cuore, i polmoni, lo stomaco, la vescica e i reni di Paul si "svegliano" tutti per una tipica giornata lavorativa. Il cuore di Paul esprime il desiderio di provare una grande colazione speciale su suggerimento dello stomaco, di giocare sulla spiaggia e di provare un nuovo paio di occhiali da sole in uno stand gestito da un'attraente venditrice, Kate. Tuttavia, il cervello vuole semplicemente che Paul arrivi in tempo al lavoro a "Boring, Boring & Glum" ed evitare possibili pericoli lungo la strada. Stufo della natura costantemente distraente del cuore, il cervello toglie il controllo del cuore in modo che Paul possa arrivare al lavoro in tempo. Paul e decine di altri dipendenti si siedono alle scrivanie e inseriscono i dati nei loro computer, muovendosi monotonamente all'unisono. Il cervello prende atto della triste routine della vita di Paul, e si rende conto che questo ciclo finirà per portarlo alla morte come un triste e miserabile uomo solo. Durante la pausa pranzo, il cervello dà nuovamente il controllo di Paul al cuore, che gli fa prendere parte alle attività rifiutate dal cervello sulla strada per l'ufficio. In seguito, Paul torna a lavorare e, felice e contento, comincia a ballare a un ritmo vivace, la cui energia si diffonde rapidamente ai suoi colleghi e anche ai suoi capi anziani. Durante i titoli di coda, si vede Paul svolgere altre attività divertenti con i suoi capi e colleghi, e a quanto pare finisce per sposare Kate e inizia una famiglia con lei.